# Mașca, Cluj

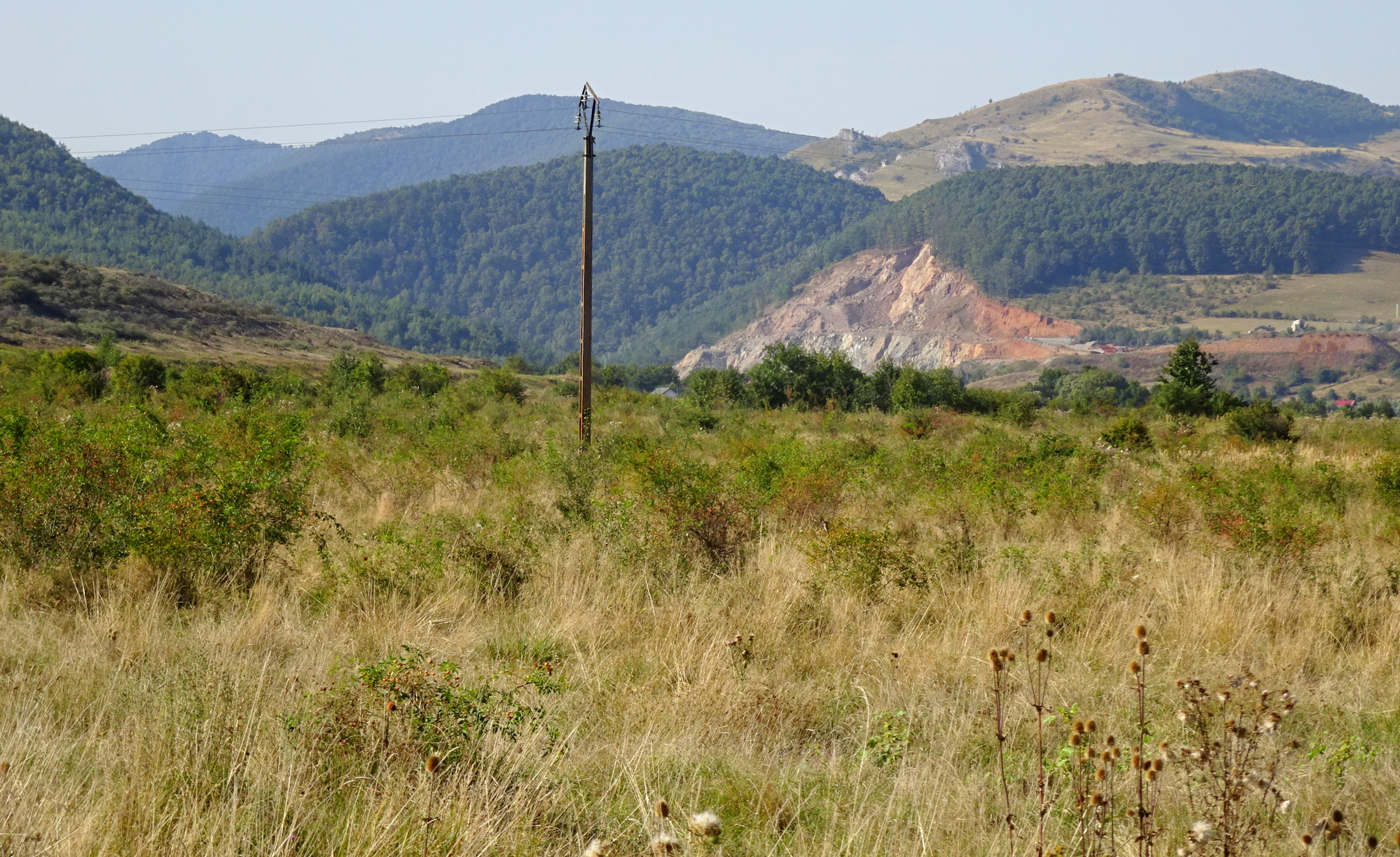
Împrejurimile satului Mașca

Mașca (în maghiară Macsakő) este un sat în comuna Iara din județul Cluj, Transilvania, România.
Satul Mașca nu apare pe Harta Iosefină a Transilvaniei din 1769-1773 (Sectio 108).

## Date geografice
Altitudinea medie: 624 m.

## Date economice
In zona Mașca-Cacova Ierii se găsește un zăcământ important de minereu de fier, de tip skarn, mineralizația fiind formată din magnetit asociat cu pirită și pirotină, dispusă sub forma unor lentile neregulate. Exploatarea minieră a avut puțurile de extractie localizate pe teritoriul satelor Mașca (puturile I, II, III) și Cacova Ierii (puțurile IV, V). Exploatarea a fost subterană cu subetaje (orizonturi) cu înălțimi de 10-16 m, având goluri remanente si pilieri de protecție.
Activitatea minieră a început în anul 1930 și a fost sistată în anul 2006.

## Galerie de imagini

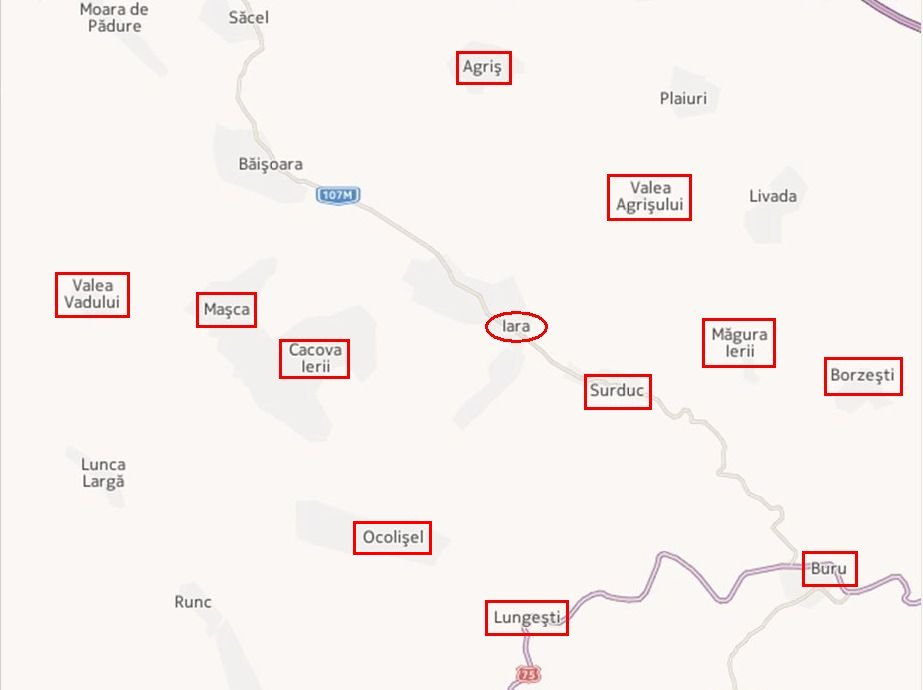
Comuna Iara și satele componente
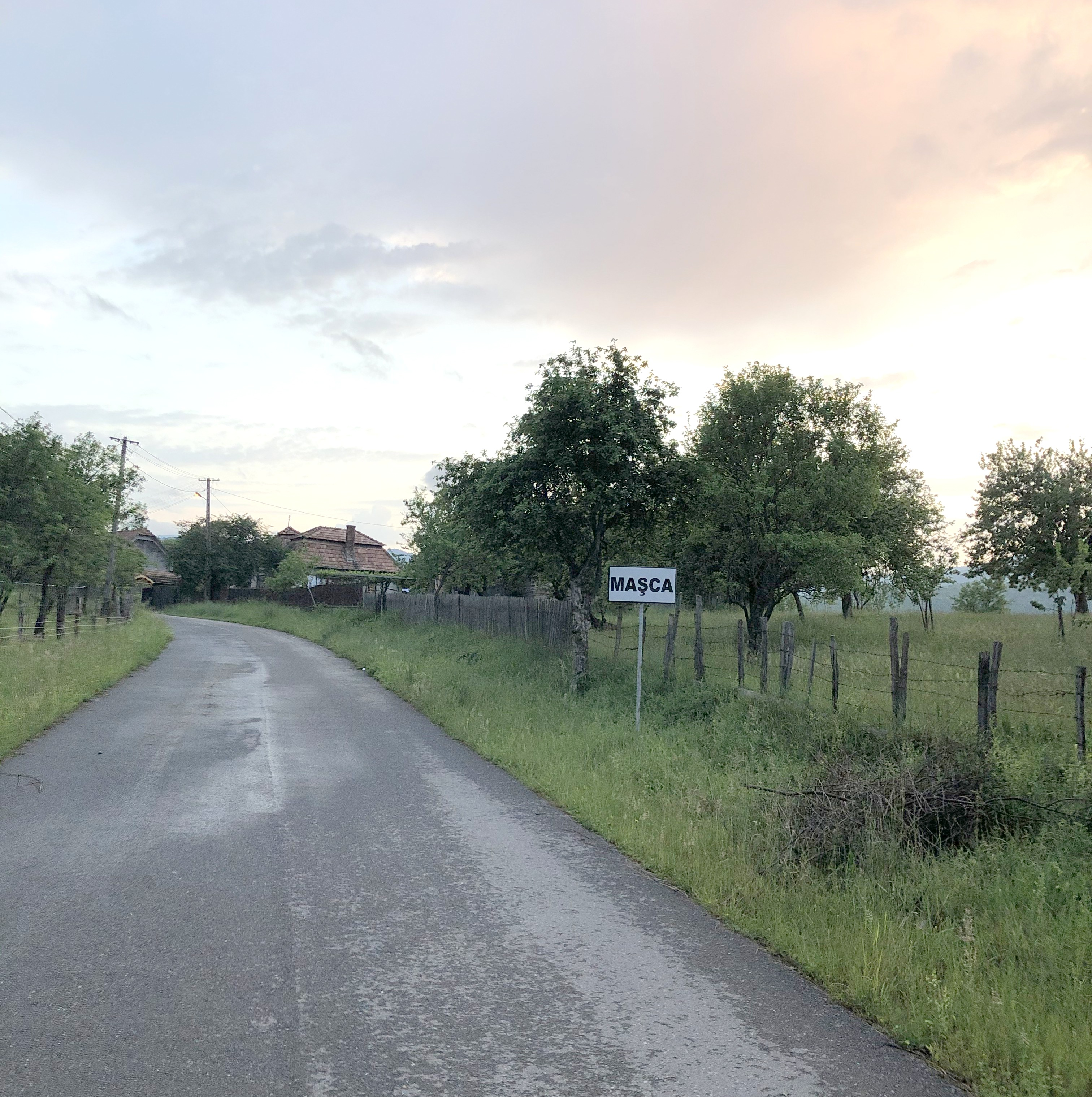
Intrarea în localitate
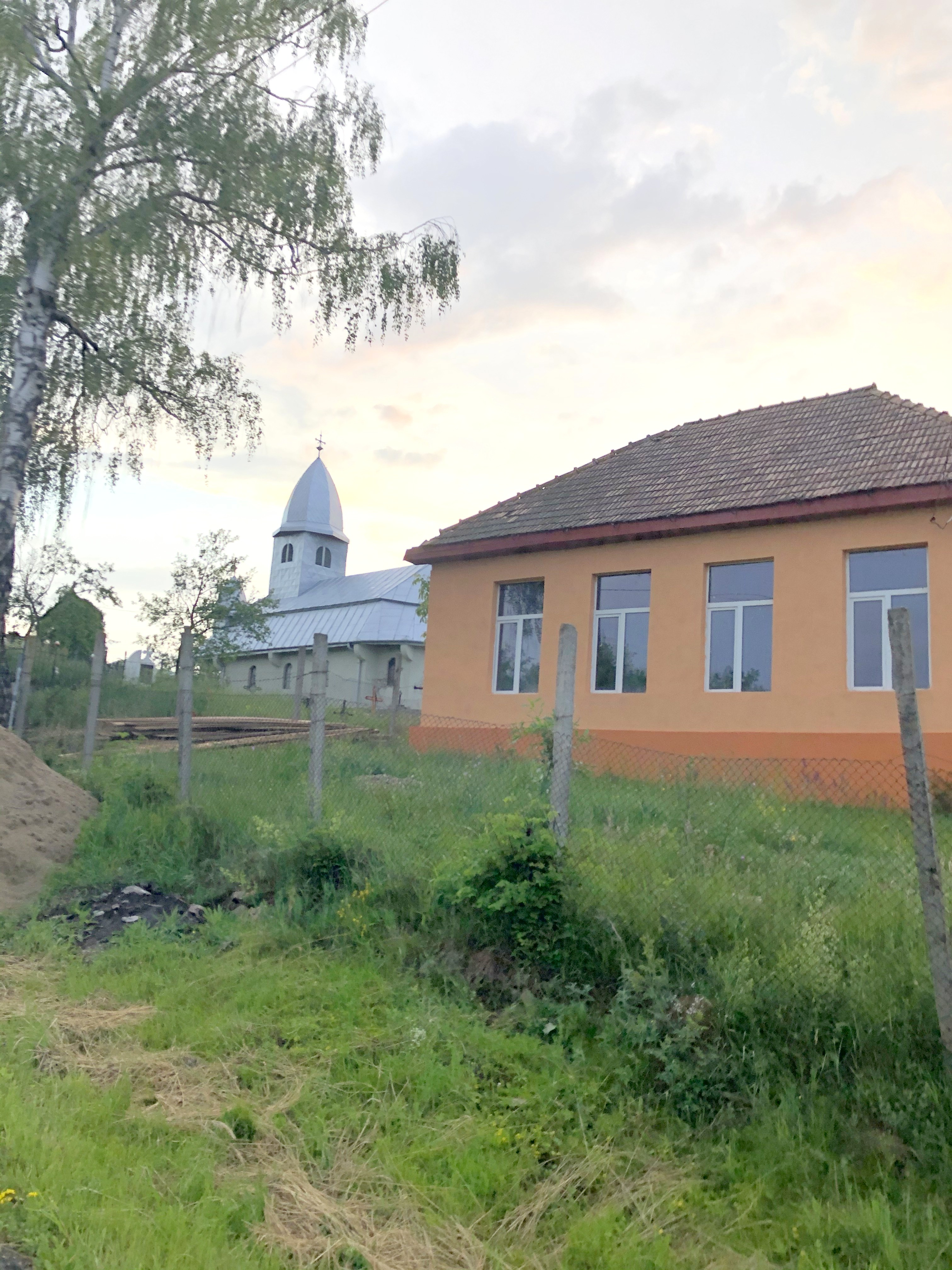
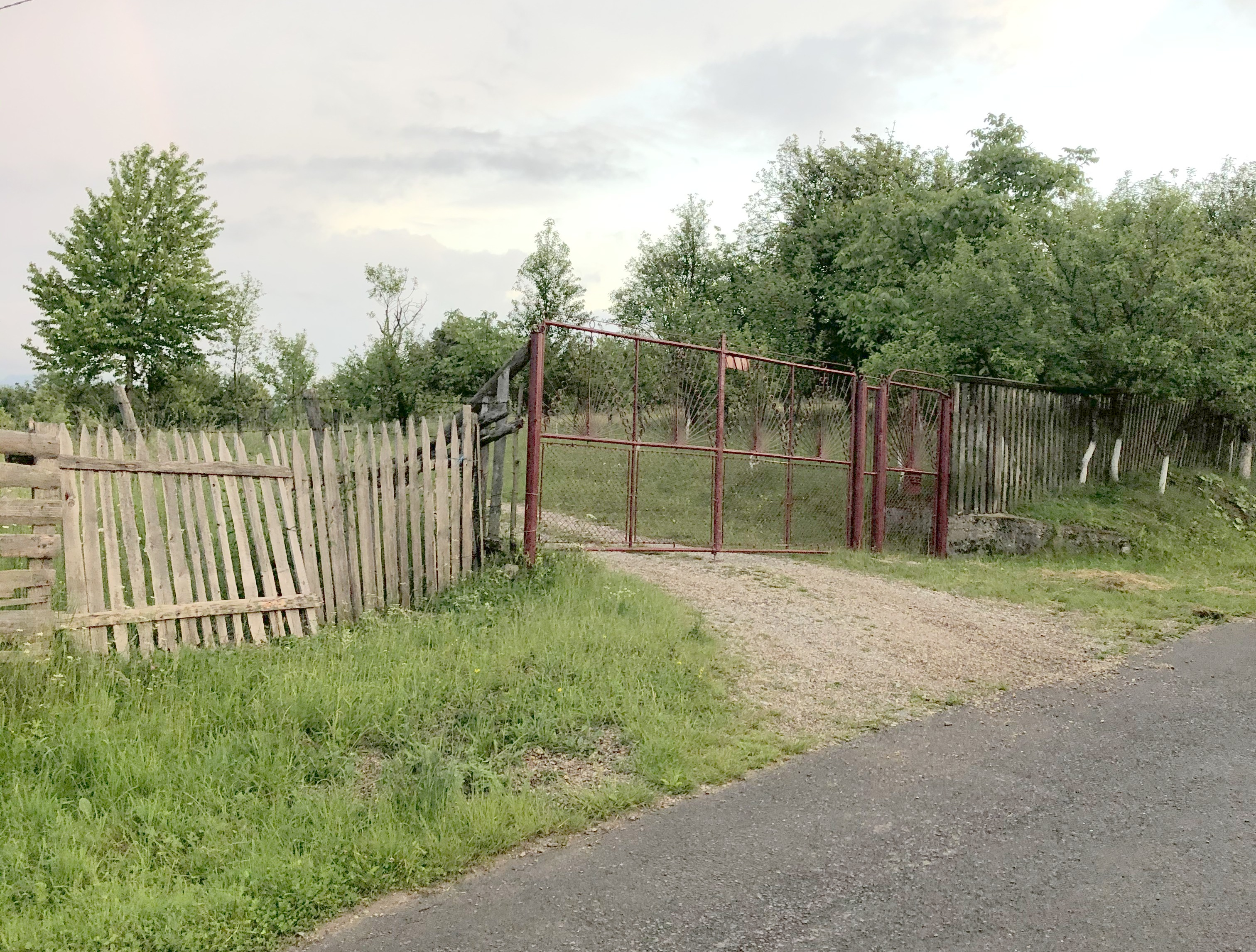
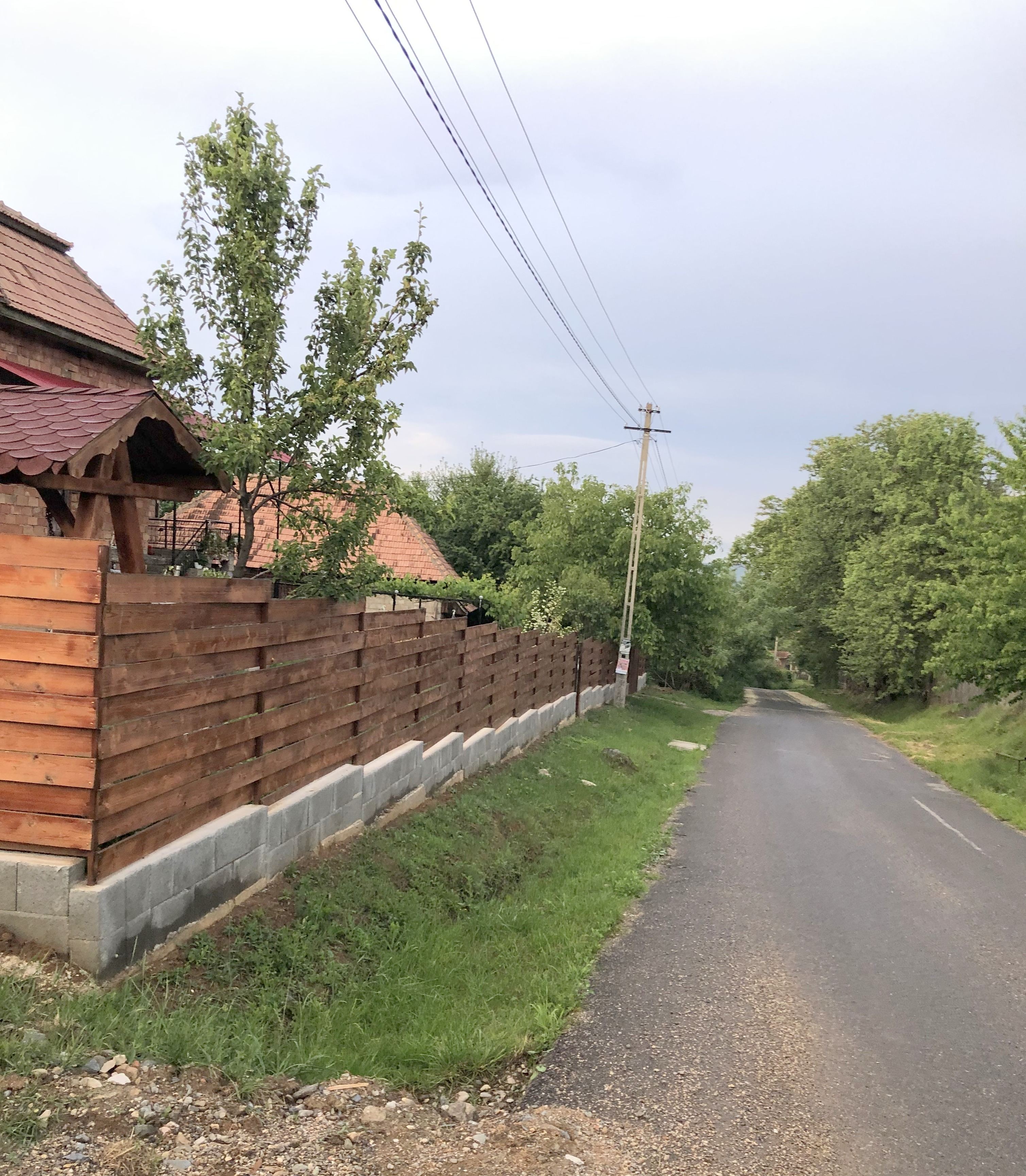
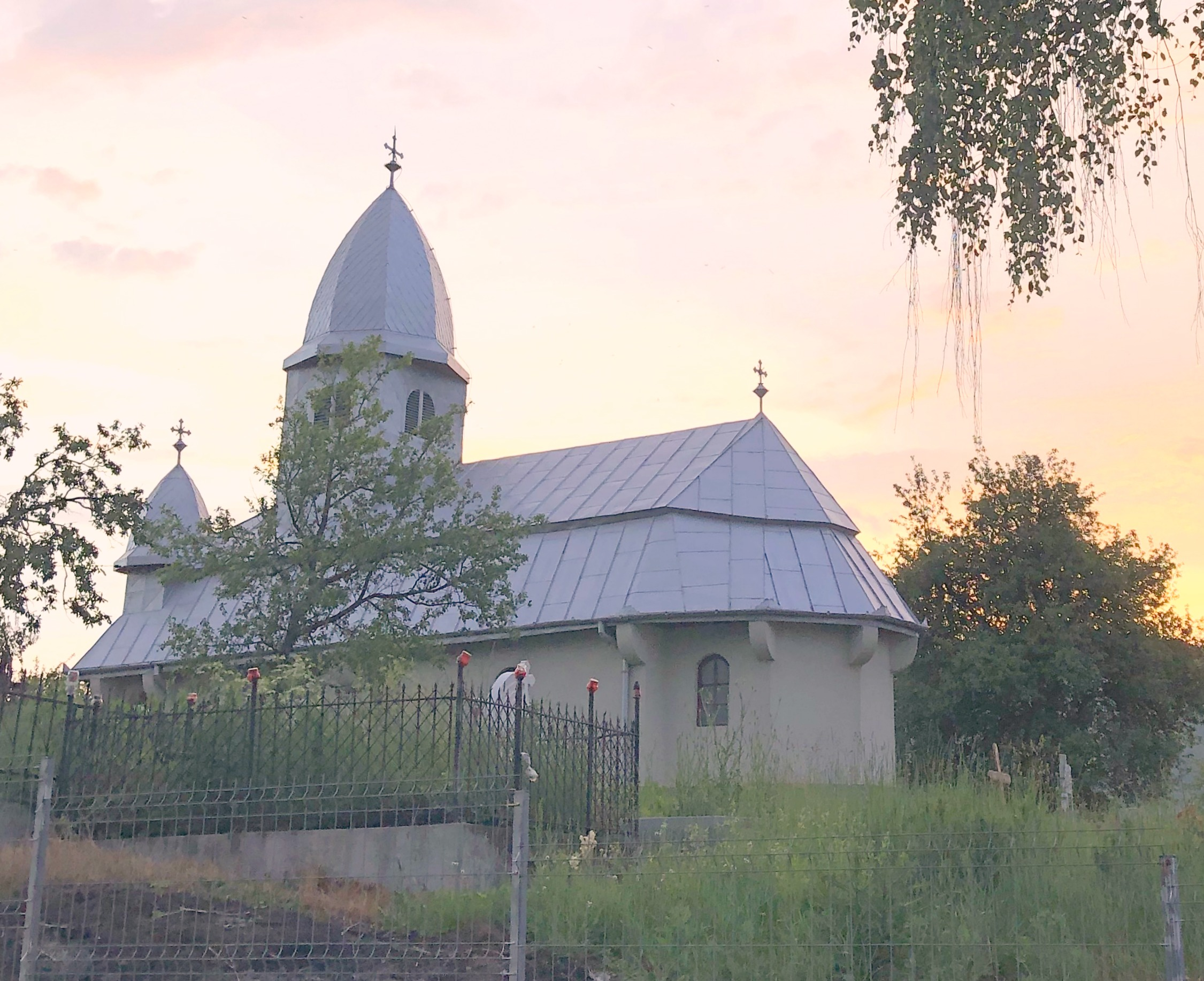
Biserica „Sfânta Treime” a înlocuit biserica de lemn ce fusese donată de parohia Tureni
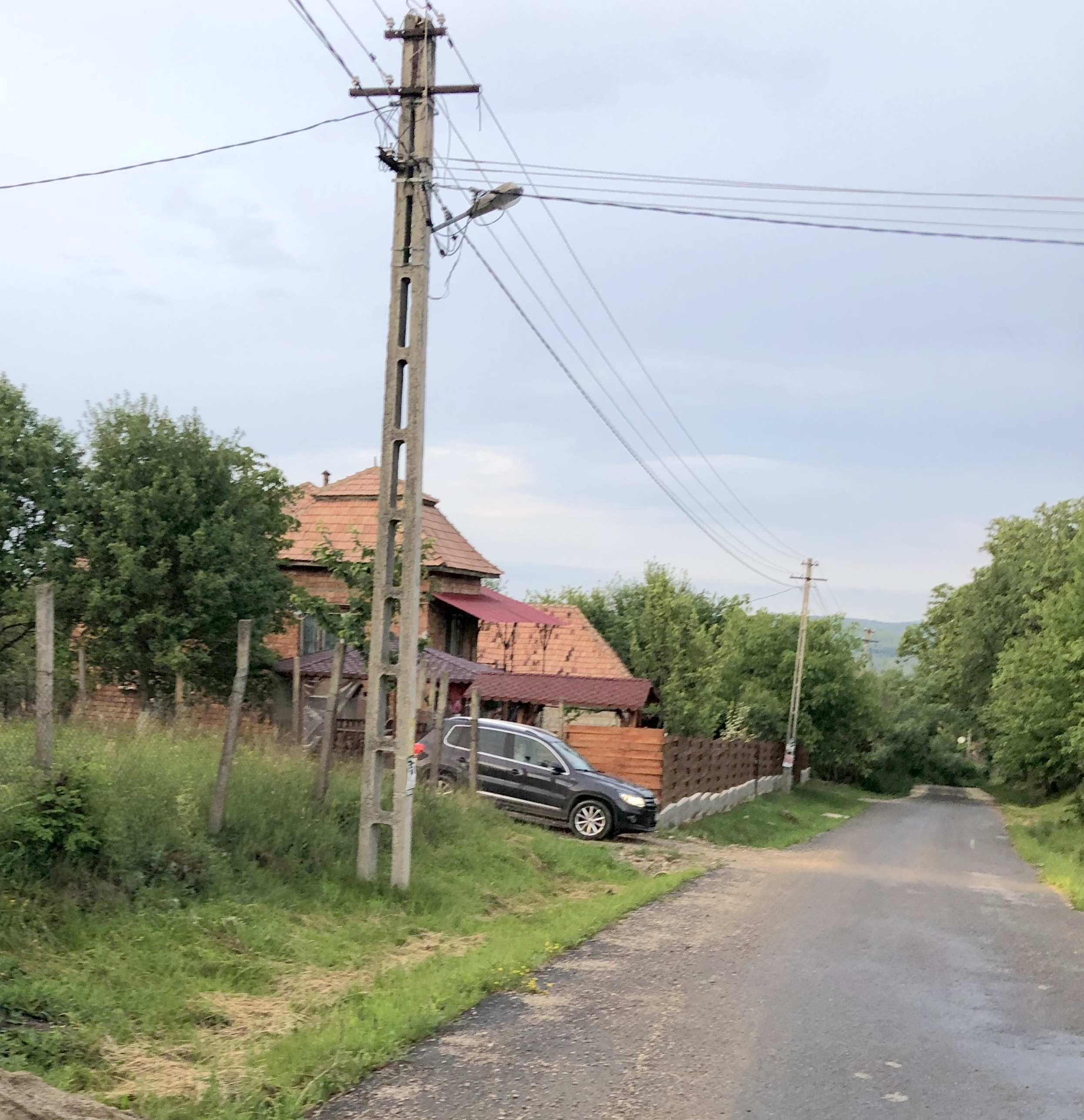
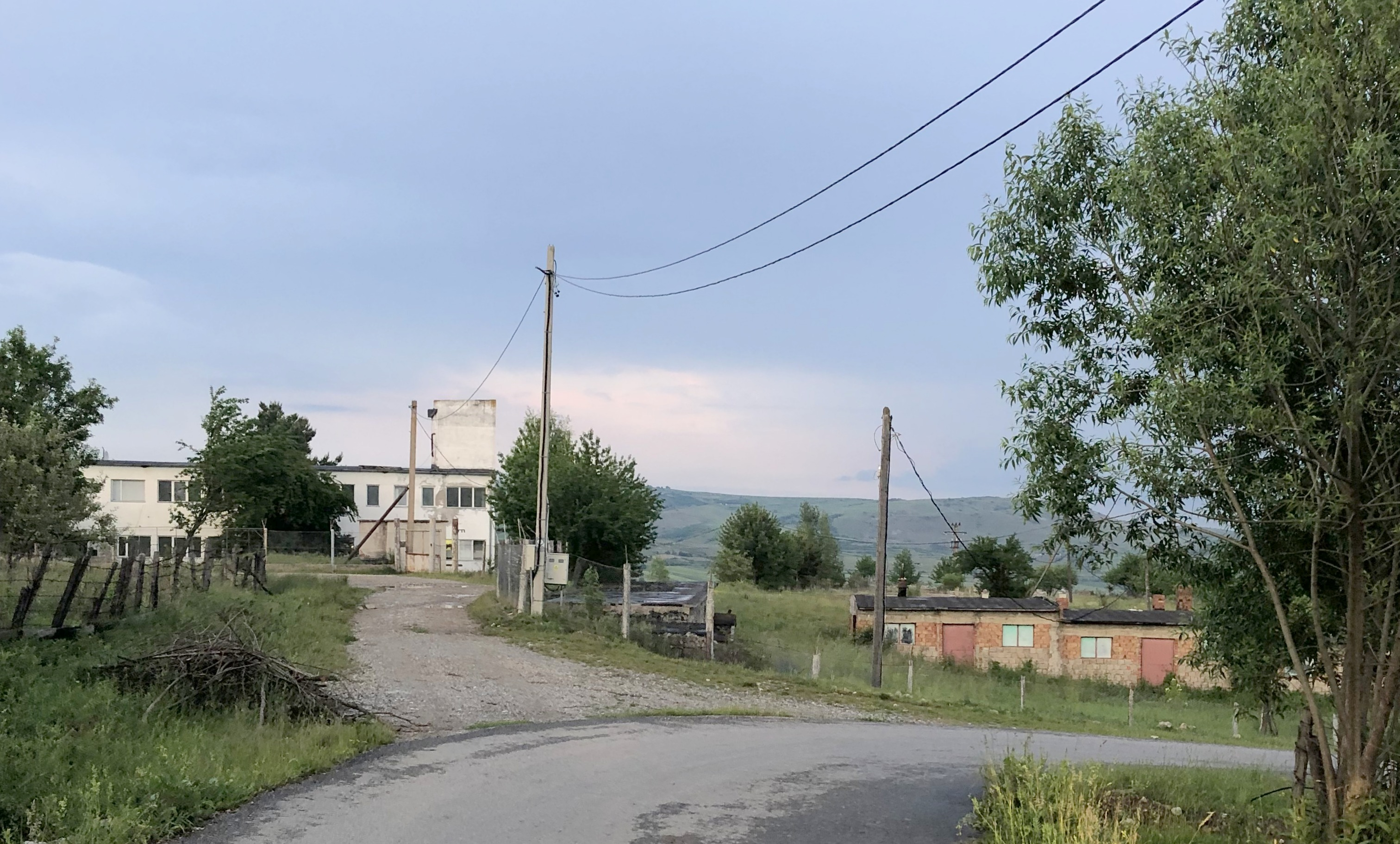
Clădirile administrative ale fostei exploatări miniere
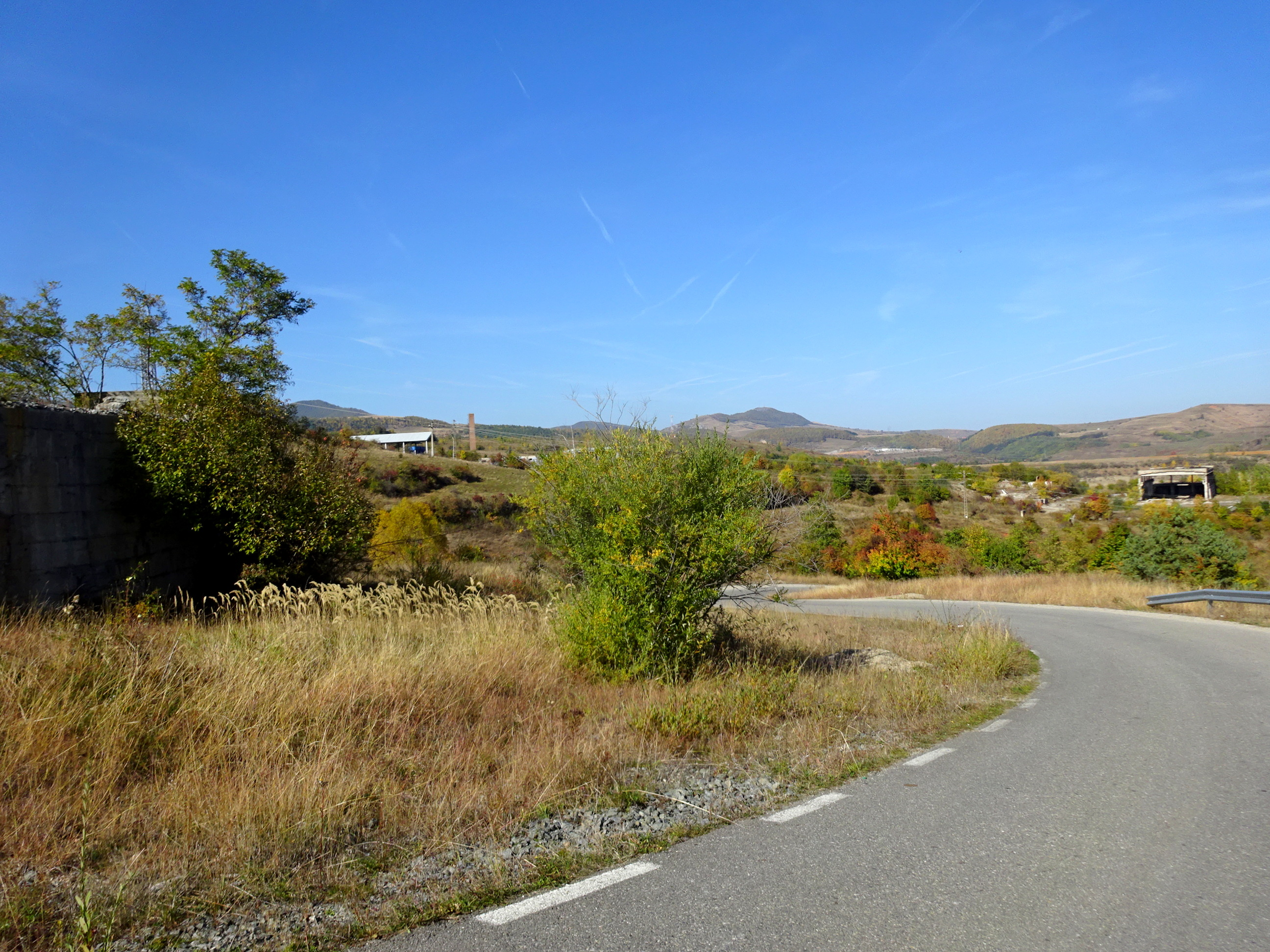
Zona fostei exploatări de minereu de fier
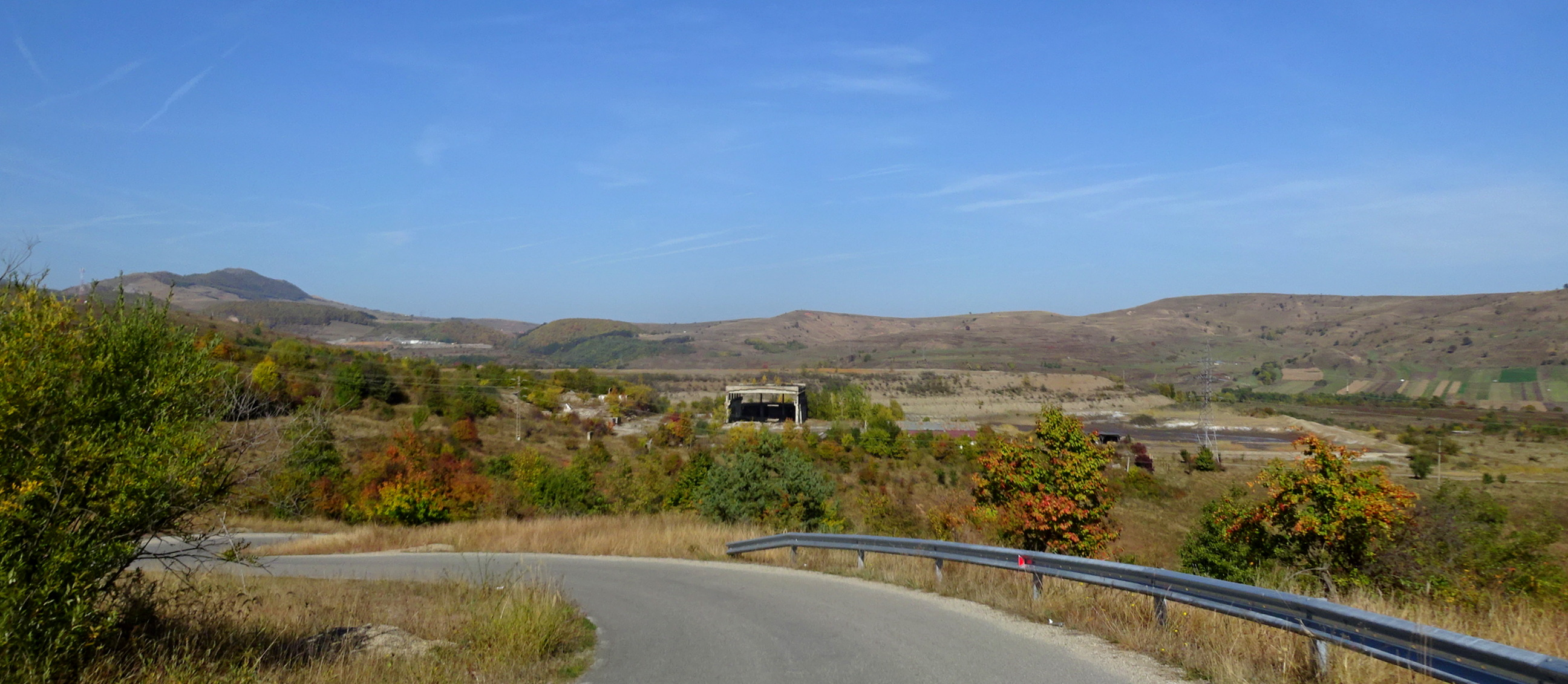
Zona fostei exploatări de minereu de fier
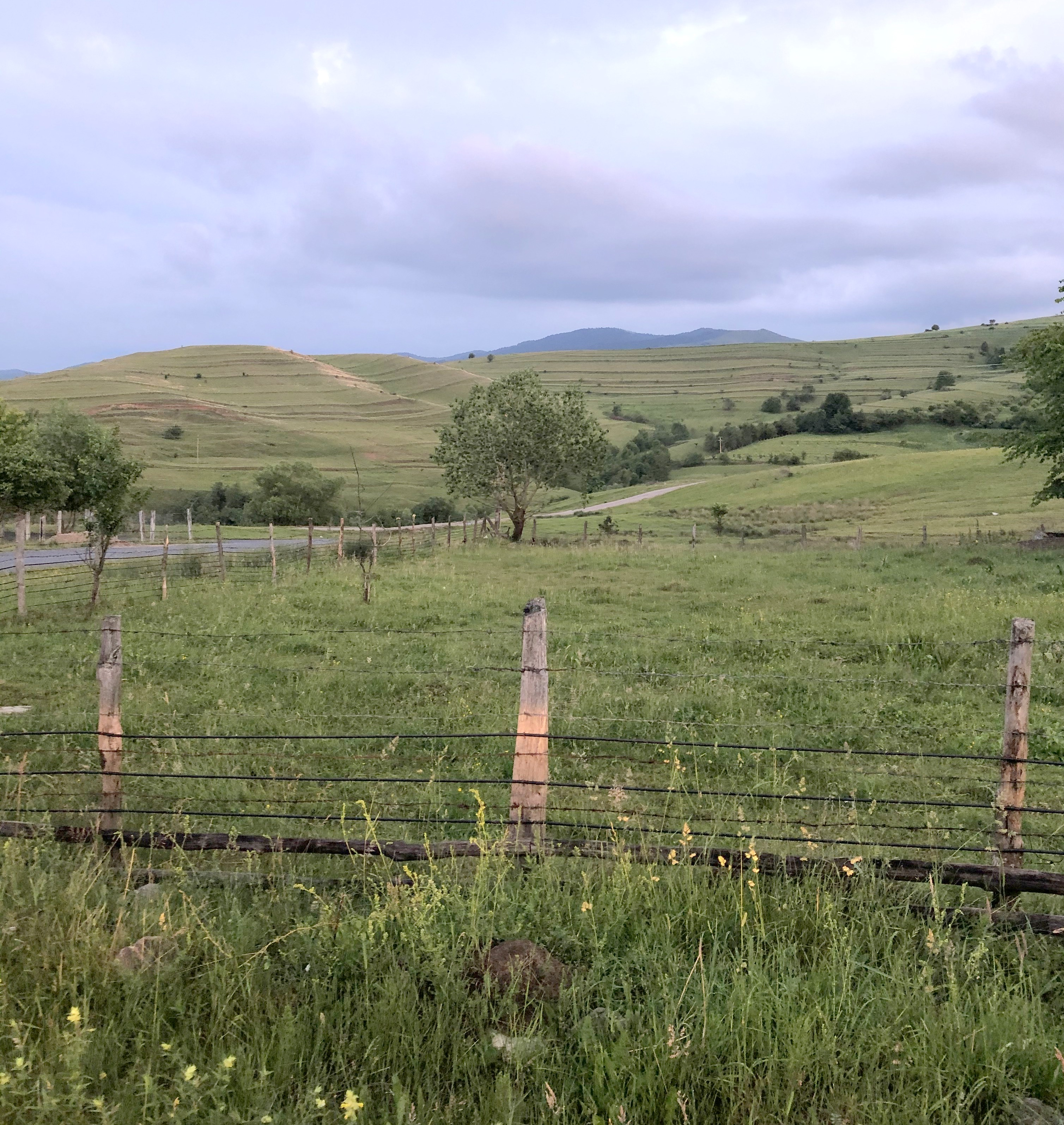